# Sergio Herrera
Pour les articles homonymes, voir Herrera.
Sergio Herrera, né le 15 mars 1981 à Barrancabermeja (Colombie), est un footballeur colombien, évoluant au poste d'attaquant.

## Biographie
Herrera marque quatre buts lors de ses onze sélections avec l'équipe de Colombie entre 2004 et 2008. Il participe à la Copa América en 2004 avec la Colombie.

## Carrière
- 1999 :  Alianza Petrolera
- 1999-2000 :  Almirante Brown
- 2000-déc. 2002 :  América Cali
- jan. 2003-déc. 2003 :  Alianza Petrolera
- jan. 2004-2004 :  América Cali
- 2004-2006 :  Ittihad FC
- 2006-déc. 2006 :  Atlético Paranaense
- jan. 2007-déc. 2009 :  Deportivo Cali
- fév. 2010-2010 :  Columbus Crew
- 2010-sep. 2012 :  Deportivo Táchira
- sep. 2012-déc. 2012 :  Deportes Quindío
- jan. 2013-déc. 2013 :  Once Caldas
- jan. 2014-2014 :  Independiente Santa Fe
- 2014-déc. 2014 :  Deportivo Cali
- jan. 2016-déc. 2016[2],[3] :  Deportivo Táchira

## Palmarès

### En équipe nationale
- 11 sélections et 4 buts avec l'équipe de Colombie entre 2004 et 2008
- Quatrième de la Copa América 2004

### Avec l'América Cali
- Vainqueur du Championnat de Colombie en 2000, 2001 et 2002  (Tournoi d'ouverture)

### Avec l’Ittihad FC
- Vainqueur de la Ligue des champions de l'AFC en 2008
- Vainqueur de la Coupe d'Arabie saoudite en 2005
- Vainqueur de la Coupe de l'UAFA en 2005